# Clypeodytes densepunctatus
Clypeodytes densepunctatus är en skalbaggsart som beskrevs av Olof Biström 1988. Clypeodytes densepunctatus ingår i släktet Clypeodytes och familjen dykare. Inga underarter finns listade i Catalogue of Life.